# Beleg van Antwerpen (1832)

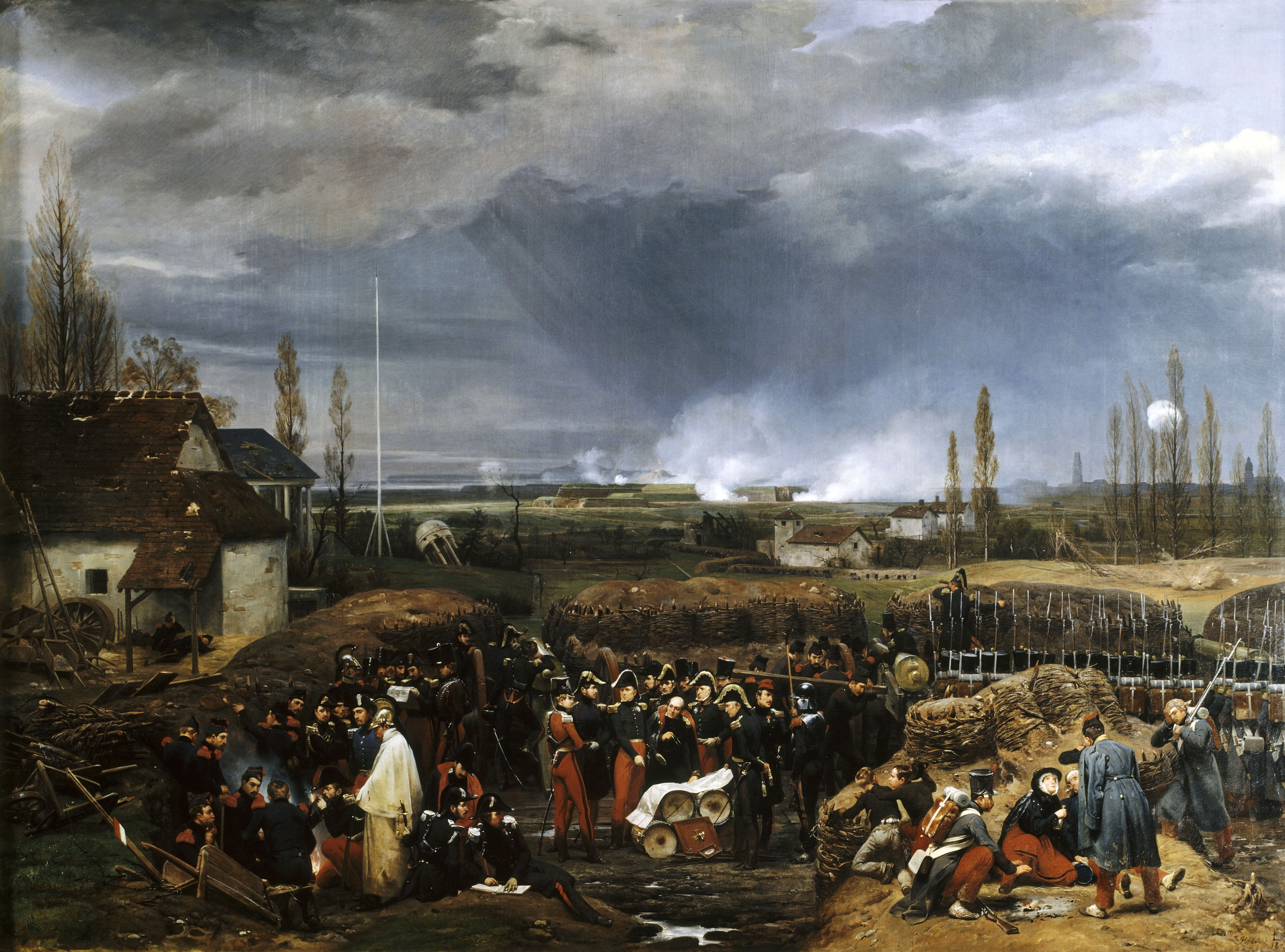
Franse loopgraven tijdens het beleg (Horace Vernet, 1840)

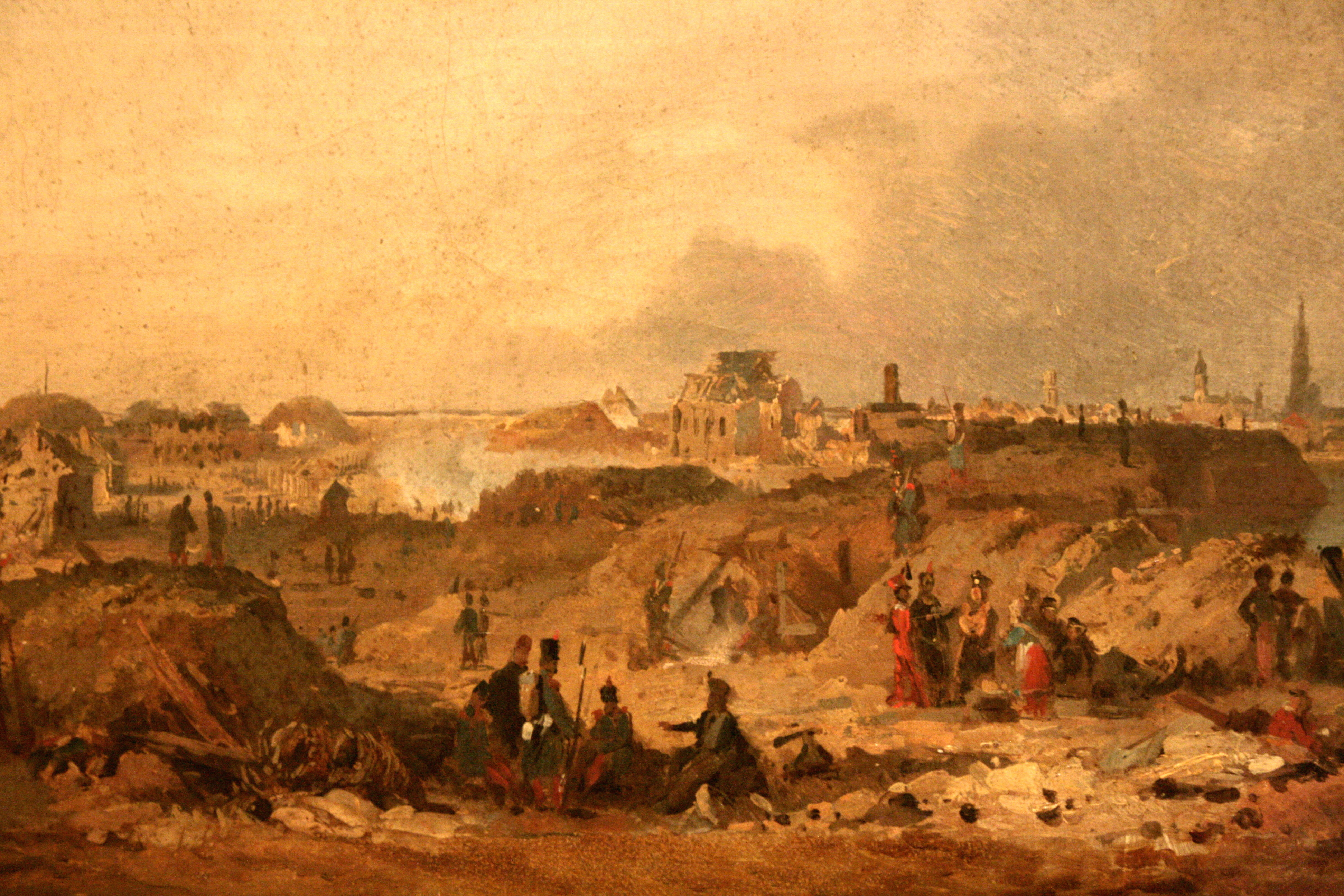
De citadel van Antwerpen na het bombardement in 1832 (Ferdinand de Braekeleer)

Het Beleg van Antwerpen vond plaats tussen 15 november en 23 december 1832. Tijdens de Belgische opstand hield het regeringsleger van het Verenigd Koninkrijk der Nederlanden de drie belangrijkste zuidelijke citadellen in handen, namelijk die van Maastricht, Luxemburg en Antwerpen.

## Aanloop naar het beleg
Ook na de eerste Franse interventie in 1831, die een einde maakte aan de Tiendaagse Veldtocht, bleven deze drie steden in handen van het leger van Willem I. Vanuit de (intussen verdwenen) Citadel van Antwerpen had de Nederlandse generaal Chassé de stad urenlang laten beschieten met gloeiende kanonskogels.

## Franse interventie

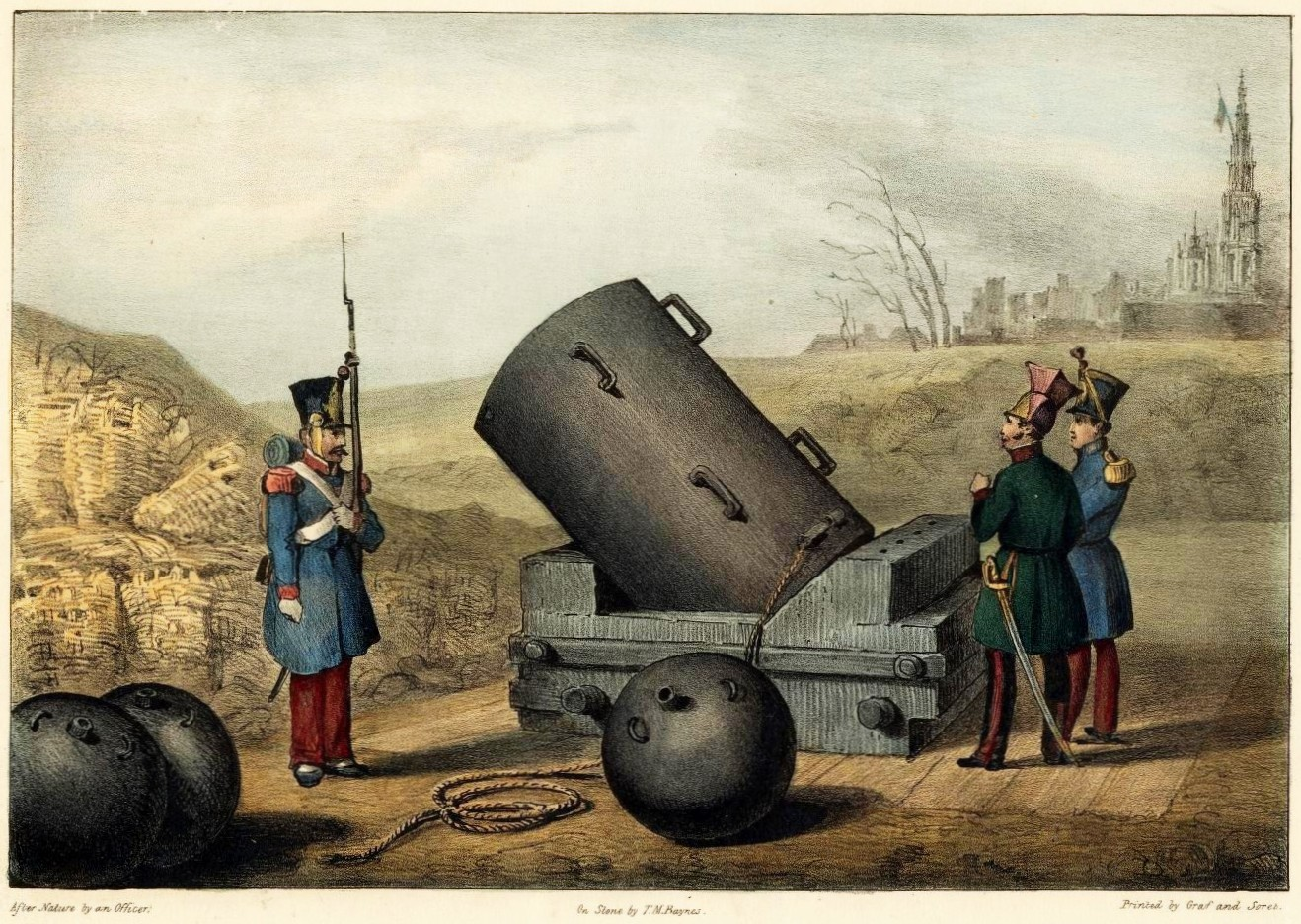
Een monstermortier, gebruikt tijdens het beleg van de citadel van Antwerpen in 1832 (Thomas Baynes, 1833)

De beschieting van de stad in opdracht van Chassé was een eerste aanleiding voor de Fransen om een tweede interventie te ondernemen in 1832. De tweede aanleiding was een verdrag tussen Groot-Brittannië en Frankrijk. Dit verdrag stelde aan Willem I van Nederland de eis dat hij zijn troepen vóór 1 november 1832 zou terugtrekken uit de Antwerpse citadel en de nabije Scheldeforten. Indien de troepen niet teruggetrokken zouden worden, zou Frankrijk zich genoodzaakt voelen om de citadel met geweld te veroveren - maar dit zonder oorlogsverklaring, wat uniek was in de geschiedenis van het oorlog voeren. Willem I gaf geen gevolg aan de eis tot terugtrekken, die door hem als "driest en onbillijk" werd omschreven.
Daarop trok het Franse Noordelijke Leger van ca. 90.000 man onder aanvoering van maarschalk Gérard dwars door België. Op 19 november 1832 kwamen de eerste Franse troepen toe voor de citadel van Antwerpen en begon het beleg. De Franse troepen namen de citadel, waar 4500 Nederlandse soldaten zich met een groot aantal kanonnen hadden verschanst, 24 dagen lang onder vuur met monstermortieren. Er werden ongeveer honderdduizend kanonskogels en houwitsergranaten afgevuurd. Deze nieuwe tactiek van generaal Haxo bleek succesvol. Op 23 december 1832 gaf het garnizoen van de citadel van Antwerpen zich over, nadat een belangrijk verdedigingswerk gevallen was. De slag had 370 doden geëist aan Franse kant en 560 bij de verdedigers. Het beleid van generaal Chassé tijdens dit beleg werd later door militaire deskundigen bekritiseerd. Hij zou zich te veel hebben laten beïnvloeden door beslissingen uit Den Haag.

## Nasleep

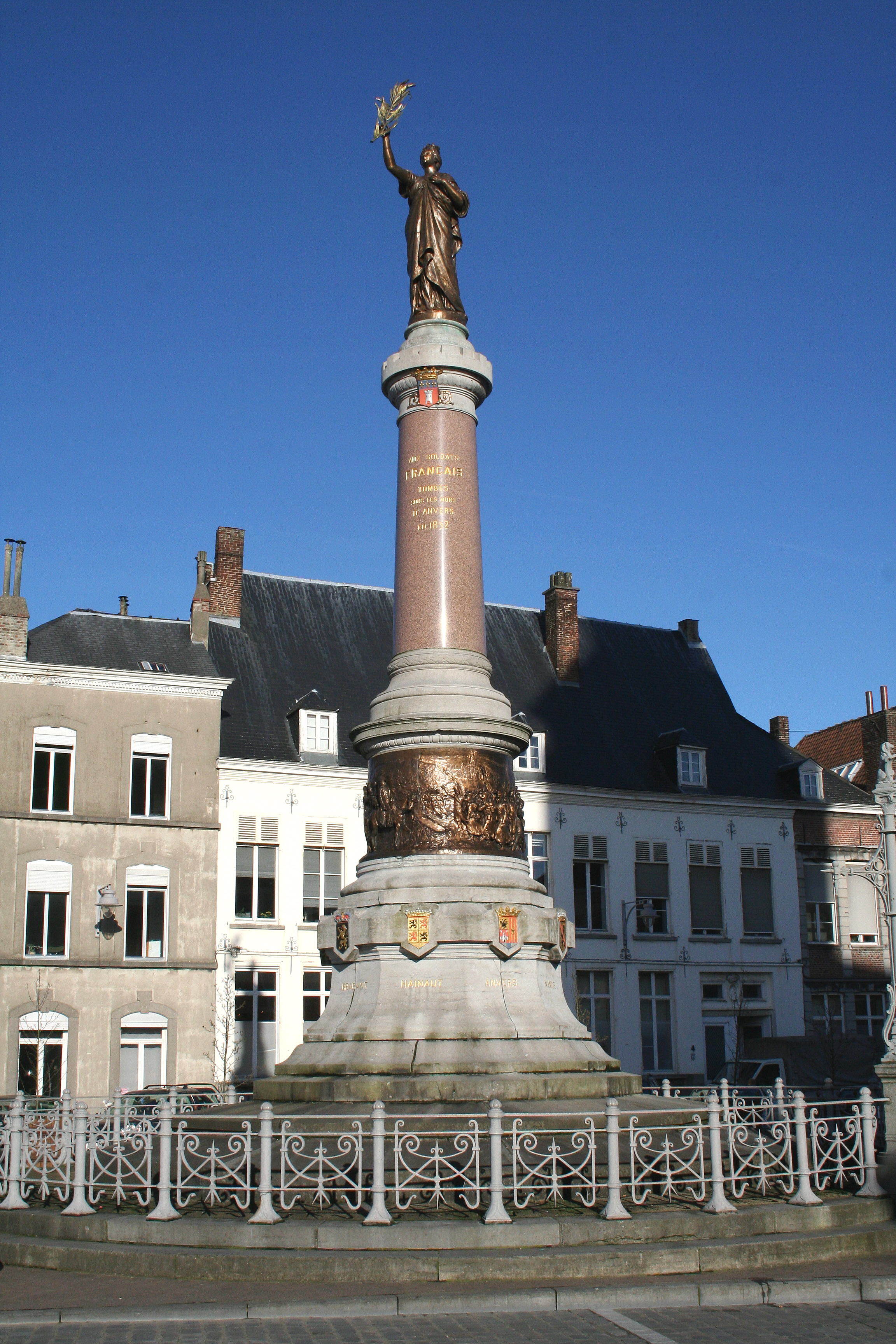
Het Monument français in Doornik

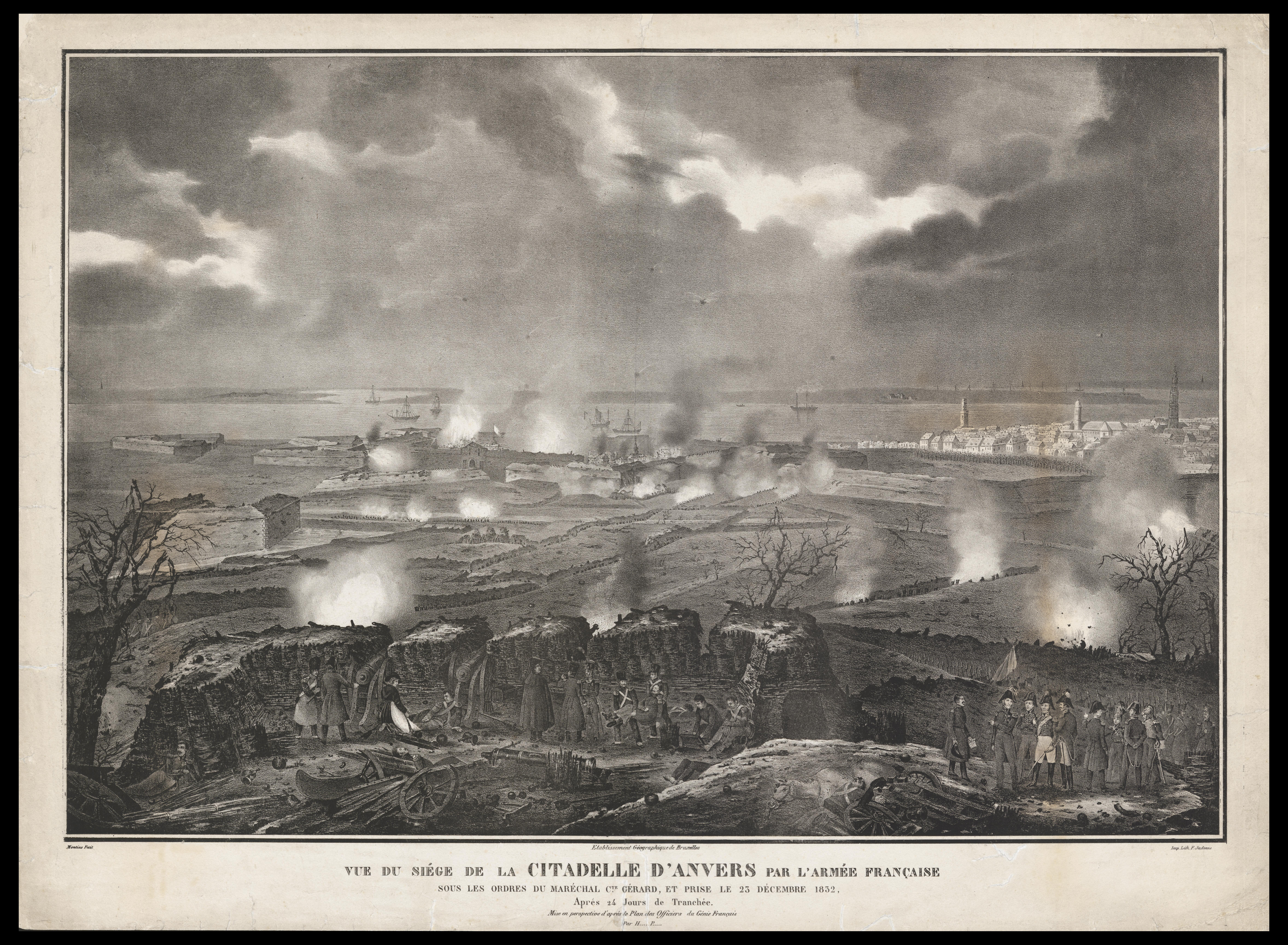
Het beleg van de citadel van Antwerpen door Franse troepen op 23 december 1832 (Nontius)

Leopold I van België creëerde verschillende eretekens als dank voor de Franse offers. Zo werd de zwaargewonde Franse geniesoldaat Ausseil de eerste ridder in de Leopoldsorde. Hij kreeg zijn medaille op 9 december 1832, terwijl de aanval op de citadel nog bezig was. Maarschalk Gérard kreeg die onderscheiding ook, net als later vele Belgen.
Generaal Chassé en zijn troepen werden krijgsgevangenen genomen en werden daaruit pas ontslagen in 1833. Bij hun terugkeer in Nederland kregen ze de Citadelmedaille toegekend van Willem I. Hij kreeg ook eretekens in de Militaire Willems-Orde, net als later vele Nederlanders. Bij de graftombe van Chassé op het kerkhof van de hervormde kerk van Ginneken staat het Citadelmonument als aandenken aan de verdedigers van Antwerpen. Het Franse monument dat in 1897 ontworpen werd om de bevrijding van Antwerpen te herdenken, staat in Doornik omdat het stadsbestuur van Antwerpen het niet wilde hebben. Doornik was de plaats waar de Franse belegeringstroepen België waren binnengetrokken.